# Líquid celòmic
El líquid celòmic o fluid celòmic és un fluid que es troba dins la cavitat celòmica.En alguns grups d'animals funciona com un esquelet hidroestàtic i també pot servir de medi circulatori. En els invertebrats de cos tou, el fluid celòmic es troba a pressió; això manté la forma de l'animal i permet la contracció dels músculs que l'envolten i proporcionen locomoció.
En els cucs de terra s'ha mesurat en viu la pressió del seu líquid celòmic (mitjançant un manòmetre capil·lar i s'ha comprovat que la pressió mitjana era d'entre 8 i 16 cm d'agua (segons la part del cos).
El líquid celòmic circula mitjançant cilis mesotelials o per contracció dels músculs en la paret del cos que també són d'origen mesotelial. El líquid celòmic també transporta gaos, nutrients i productes de rebuig entre diferents parts del cos, permet emmagatzemar esperma i ous durant la seva maduració.
En els anèlids, el fluid celòmic té un paper important en funcions com la locomoció i la regulació de la transferència de fluid a través de la paret del cos (osmoregulació).